# Bergaptol
Bergaptol ist eine chemische Verbindung aus der Gruppe der Furocumarine mit einem Psoralen-Grundgerüst.

## Vorkommen

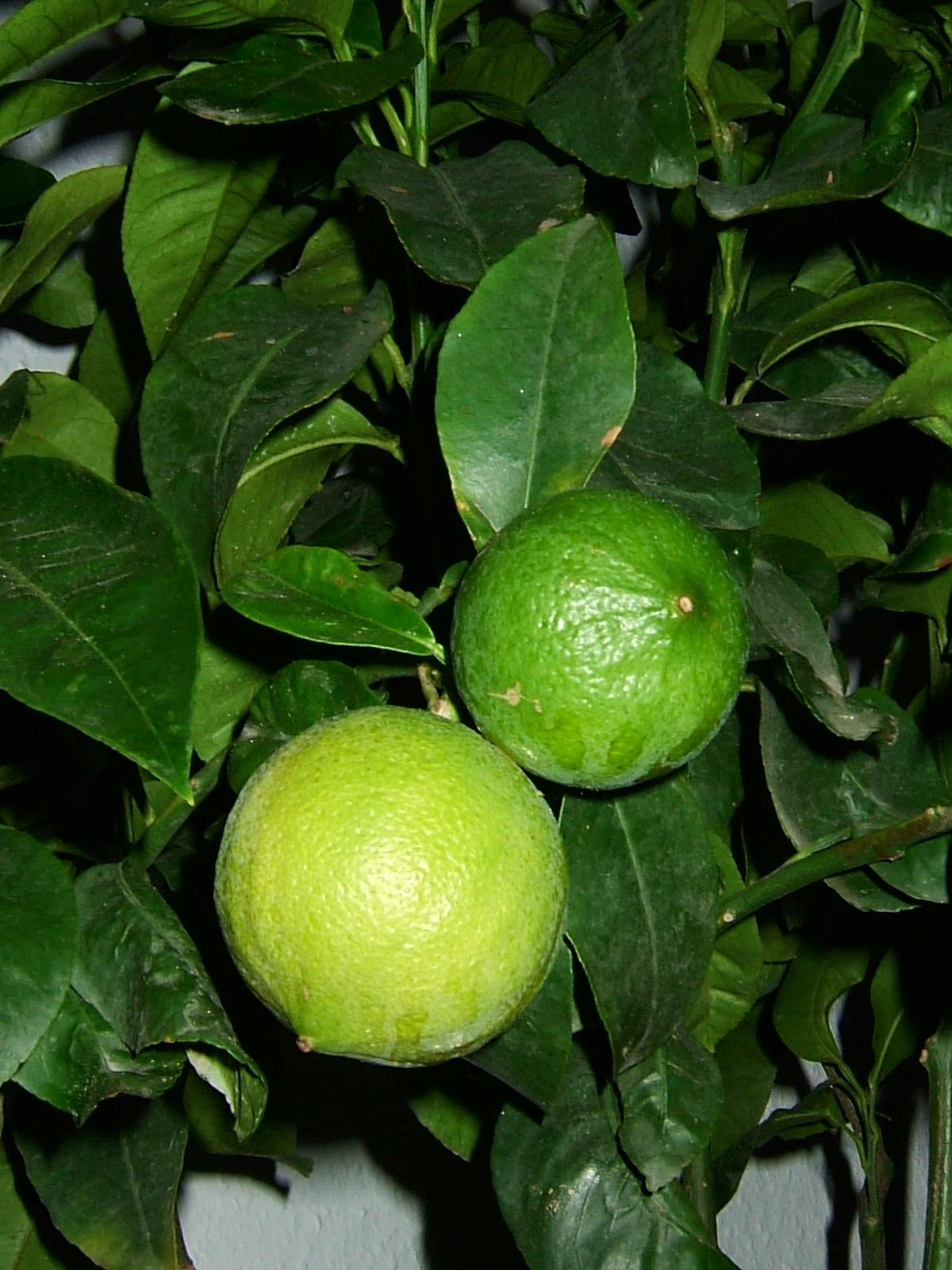
Früchte der Bergamotte

Bergaptol ist in den ätherischen Ölen von Zitrusfrüchten wie Zitronen und Bergamotte enthalten.

## Gewinnung und Darstellung
Die Biosynthese von Bergaptol erfolgt durch Hydroxylierung von Psoralen.

## Eigenschaften
Bergaptol ist ein weißer Feststoff, der löslich in DMSO und Methanol ist. Die Verbindung hat eine monokline Kristallstruktur mit der Raumgruppe P21/n (Raumgruppen-Nr. 14, Stellung 2).